# Pleuronichthys ritteri
Pleuronichthys ritteri is een  straalvinnige vissensoort uit de familie van schollen (Pleuronectidae). De wetenschappelijke naam van de soort is voor het eerst geldig gepubliceerd in 1907 door Starks & Morris.
De soort staat op de Rode Lijst van de IUCN als niet bedreigd, beoordelingsjaar 2007.